# Люди Ікс: Росомаха
«Люди Ікс: Росомаха» (англ. X-Men Origins: Wolverine, дос. «Походження Людей Ікс: Росомаха») — американський фантастичний фільм 2009 року про персонажа коміксів Marvel Росомаху, знятий режисером Гевіном Гудом. Стрічка є приквелом до трилогії «Люди Ікс». Фільм знімався у Канаді, Новій Зеландії й Австралії. Прем'єра відбулась 29 квітня в Австралії. Бюджет картини склав 150 млн доларів, а її касові збори — 373,1 млн доларів.

## Сюжет
У 1845 році (в Альберті, Канада) хворий юний Джеймс Гоулетт стає свідком вбивства свого батька Джона Томасом Лоґаном, батьком його приятеля Віктора Кріда. Потрясіння активує мутацію Джеймса і з його рук виходять довгі кістяні кігті. Джеймс встромляє їх у Томаса Лоґана, той перед смертю говорить, що він його справжній батько, а не Джон Гоулетт. Разом зі старшим братом Віктором Джеймс тікає з дому. Ставши дорослими, брати беруть участь у Громадянській, Першій Світовій, Другій Світовій і В'єтнамській війнах. У В'єтнамі Віктор відмовляється виконати наказ офіцера і вбиває того. Віктора оточують і брат приходить йому на допомогу. Їх обох засуджують до розстрілу і о десятій годині виконують вирок. Брати залишаються живими і потрапляють до військової команди мутантів (разом зі стрільцем Агентом Зеро, найманцем Вейдом Вілсоном, телепортером Джоном Рейзом, непереможним Фредом Дюксом і технопатом Крісом Бредлі) майора Вільяма Страйкера. Вони вирушають до Африки, щоб знайти метеоритний метал адамантій. Проте методи команди не влаштовують Джеймса і він йде з неї.
Через шість років Джеймс Лоґан вже живе у Канаді з подружкою Кайлою Сільверфокс і працює лісорубом. Полковник Вільям Страйкер повідомляє йому, що хтось вбиває колишніх членів їх команди (Вілсон і Бредлі мертві) та підозрює в цьому Віктора. Джеймс відмовляється йти зі Страйкером. Невдовзі після цього Віктор вбиває Кайлу та перемагає свого брата у бійці. Страйкер пропонує Джеймсу зброю для вбивства Віктора. Цього разу Джеймс згоден. Вони прибувають на військову базу, де скелет Джеймса вкривають адамантієм, який полковник все-таки знайшов. Джеймс також отримує новий жетон, де просить вибити ім'я Росомаха, яке запозичив з індіанської казки, яку йому розповіла Кайла. Тепер він «Зброя Х». Страйкер хоче стерти йому пам'ять, але Джеймс, почувши це, тікає. Наздогнати і вбити його Страйкер відправляє Агента Зеро. Джеймс потрапляє на ферму літнього подружжя Гадсонів, які допомагають Джеймсу, але їх вбиває Зеро. Лоґан тікає на мотоциклі. Його переслідують гелікоптер Зеро і два військових гаммера. Проте Джеймс позбавляється їх і вбиває Агента Зеро.
Тепер Джеймс вирушає до Лас-Вегасу, де знаходить Джона Рейза і Фреда Дюкса, який став схожим на кульку через порушення метаболізму. Вони повідомляють, що Віктор насправді працює разом зі Страйкером і не тікав від нього. Вони ловлять мутантів і привозять на «Острів». Де він, знає лише Ремі Е. ЛеБо (Гамбіт) з Нового Орлеану, який звідти втік. Джеймс і Джон їдуть його шукати. Гамбіт помічає в Лоґана жетони і атакує його. Під час бійки, Джеймс з'ясовує, що Віктор вбив Джона (а до того Фреда). Віктору вдається втекти, а переможений Гамбіт погоджується відвезти Лоґана на «Острів» (Трі-Майл Айленд з атомною електростанцією) на літаку, який він виграв у карти.
На «Острові» Лоґан з'ясовує, що Кайла не померла, а її вбивство було інсценоване Віктором за допомогою гідрохлоротіазиду. Кайла працювала на Страйкера, тому що той захопив її сестру Емму, шкіра якої може набувати твердості алмазу. Кайла ж мала здібність до тактильного гіпнозу. Джеймс йде. Віктор просить у Страйкера адамантій, проте полковник відповідає, що операцію він не витримає. Кайла говорить Віктору, що Страйкер їх використав. Тоді Крід нападає на неї, Лоґан чує крик і повертається. Він перемагає брата у сутичці, а потім звільняє ув'язнених дітей-мутантів. Страйкер висилає на їх перехоплення Дедпула («Зброя ХІ»), якого він створив з Вейда Вілсона, поєднавши у ньому здібності інших піддослідних і вбитих мутантів. Дедпул починає битися з Лоґаном, а Кайла веде дітей у інший бік, де їх атакує охорона. Кайла поранена і відпускає їх самих, тепер їх веде голос, який лунає у голові Скотта Саммерса. Віктор приходить на допомогу Джеймсу, і тому вдається вбити Дедпула. Після цього Віктор залишає Лоґана самого. Джеймс відправляє Гамбіта вивести дітей, проте їх вже зустрів Чарльз Ксав'єр, щоб відвезти до своєї школи для мутантів.
Кайла знаходить Лоґана і він хоче винести її з острова, але в нього стріляє адамантієвими кулями Страйкер. Дві кулі потрапляють у голову, що призводить до втрати пам'яті. Тепер полковник хоче вбити і Кайлу, але вона змушує його кинути револьвер і піти, після чого помирає. Гамбіт повертається і знаходить Лоґана, який нічого не пам'ятає. Джеймс хоче піти сам і Гамбіт летить. Далі сцени йдуть вже під час титрів. Військова поліція наздоганяє Страйкера, йому повідомляють, що до нього є питання з приводу смерті генерала Мансона (генерала Страйкер убив, коли той хотів припинити його програму щодо дослідів над мутантами, через те, що їх причина особиста, бо син полковника теж мутант). Джеймс випиває у японському барі, за його словами, щоб згадати.

## Додаткові сцени
У виданні на DVD додані ще деякі сцени фільму, що не увійшли до прокатної версії. Серед них епізод в Африці із Шторм у дитячому віці, яка проте вже впливає на погоду; вбивство Фреда Дюкса Віктором; альтернативна сцена стирання пам'яті, яку Страйкер запропонував Лоґану, щоб той забув усі погані епізоди свого життя, у тому числі обман Кайли (стирання пам'яті відбувається після розмови Лоґана, Страйкера і Кайли), Дедпул з відрубаною головою виявляється живим.

## Акторський склад
- Г'ю Джекмен — Джеймс Гоулетт/Лоґан/Росомаха («Зброя Х»), мутант зі здібністю до регенерації і кістяними кігтями, скелет якого був вкритий метеоритним металом адмантієм, член Команди Ікс У. Страйкера (потім Людей Ікс)

- Трой Сіван Меллет — Джеймс Гоулетт у юному віці

- Лів Шрайбер — Віктор Крід, старший брат Джеймса і його супротивник, мутант зі здібністю до регенерації та звіриними кігтями, член Команди Ікс У. Страйкера

- Майкл Джеймс Олсен — Віктор Крід у підлітковому віці

- Денні Г'юстон — майор Вільям Страйкер (пізніше полковник), військовий офіцер, ініціатор створення Команди Ікс, розробник програми «Зброя ХІ», яка полягала у дослідженні здібностей мутантів і поєднанні їх у одному тілі задля створення непереможного керованого воїна. Його син Джейсон — мутант, який також став об'єктом його експериментів, бо його здібності призвели до того, що його мати покінчила життя самогубством.
- Лінн Коллінз — Кайла Сільверфокс, канадська вчителька, у яку був закоханий Джеймс Лоґан, мутант, що володіє тактильним гіпнозом, працювала на У. Страйкера
- Тейлор Кітш — Ремі Ет'єн ЛеБо/Гамбіт, вуличний шахрай з Нового Орлеану, гравець у покер, мутант, що може маніпулювати енергією тіл і єдиний, хто зміг втекти з «Острова», де Страйкер тримав мутантів
- Will.i.am — Джон Рейз, мутант зі здібністю телепортації, член Команди Ікс
- Кевін Дюранд — Фредерік Дж. Дюкс, мутант з величезною силою і витримкою, після Африки у нього сталося порушення обміну речовин, яке призвело до ожиріння, член Команди Ікс.
- Раян Рейнольдс — Вейд Вілсон, говіркий член Команди Ікс, що майстерно володіє мечами, пізніше став «Зброєю ХІ» Дедпулом
- Скотт Адкінс — Дедпул («Зброя ХІ»), контрольований комп'ютером Страйкера Вейд Вілсон, у якому шляхом кількох операцій були поєднані сили різних мутантів: регенерація, телепортація, енергетичні промені з очей, втягування зброї до рук, велика сила і спритність тощо. Оскільки Страйкеру набридло те, що Вейд постійно говорить, Дедпул має зашитий рот.
- Деніел Хенні — Агент Зеро, член Команди Ікс, приятель Фреда Дюкса, спритний і майстерний стрілець
- Домінік Монаган — Кріс Бредлі, мутант-технопат, член Команди Ікс, пізніше власник парку атракціонів
- Тім Покок — Скотт Саммерс, юний мутант, з очей якого струмують енергетичні промені, що змушує його носити окуляри з червоними скельцями, в'язень «Острова»
- Таїна Тоззі — Емма Грейс Фрост, молодша сестра Кайли, мутант з алмазною шкірою
- Пітер О'Браєн — Джон Гоулетт, названий батько Джеймса
- Еліс Паркінсон — Елізабет Гоулетт, мати Джеймса
- Аарон Джеффері — Томас Лоґан, справжній батько Джеймса, який його вбив, і вбивця Джона Гоулетта
- Макс Куллен і Джулія Блейк — літнє подружжя Тревіс і Гізер Гадсони, яке прихистило Джеймса на своїй фермі
- Патрік Стюарт — Чарльз Ксав'єр, мутант-телепат, що вивів ув'язнених мутантів з «Острова»
- Ашер Кедді — Керол Фрост, лікарка, працівниця Страйкера

Також одного з гравців у карти зіграв професійний гравець у покер Деніел Негреану.

## Цікаві факти
- Г'ю Джекмен та Лев Шрайбер уже грали разом у фільмі Кейт і Лео.

## Виноски
1. ↑  У рекламних матеріалах стилізований як «Люди-X: Росомаха»; також відомий під назвою «Люди Ікс: Початок. Росомаха»